# Època elisabetiana
L'època elisabetiana és el període associat amb el regnat de la reina Elisabet I (1558-1603) i és sovint considerada com l'edat d'or de la història anglesa, en contrast amb els períodes anterior i posterior. Va ser un breu període de pau entre la reforma anglesa i les batalles entre protestants i catòlics, i entre el parlament i la monarquia.
Anglaterra tenia un govern de monarquia absoluta, molt centralitzat i de sòlida estructura, en gran part com a resultat de les reformes d'Enric VII i Enric VIII. El segle xvii estaria marcat ja per batalles entre el parlament, demanant més poder, i la monarquia, més feble.
El Renaixement italià havia arribat a una fi sota el pes de la dominació estrangera de la península. Era una edat d'exploració i expansió a l'estranger, mentre a casa, la Reforma protestant es convertia en la mentalitat nacional de totes les persones. Va ser l'àpex del Renaixement anglès, va veure la floració de la poesia i literatura angleses mentre el teatre va trencar amb l'estil del passat.

## Política

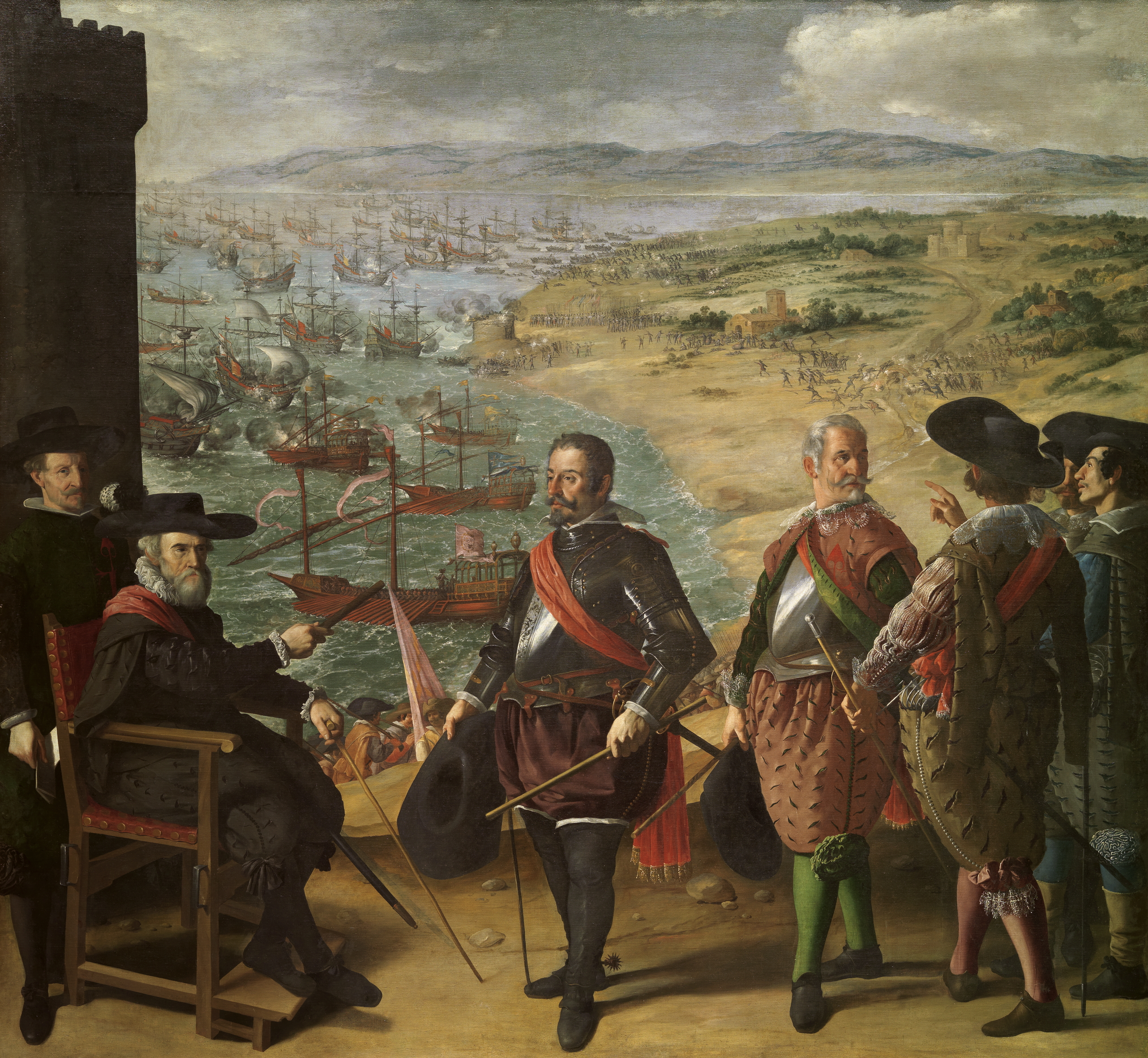
La defensa de Cadis contra Sir Francis Drake, pintura espanyola

La divisió entre catòlics i protestants havia estat apaivagada per l'Acord religiós elisabetià i el parlament encara no era suficientment fort per desafiar l'absolutisme reial.
França s'havia embolicat en les seves pròpies batalles religioses que només serien solucionades el 1598 amb l'edicte de Nantes. En part a causa d'això, però també perquè els anglesos van ser expulsats de les seves últimes avançades al continent, els llargs conflictes seculars entre França i Anglaterra van ser en gran manera suspensos per la major part del regnat d'Elisabet.
El gran rival va ser l'Espanya, amb el qual Anglaterra topava tant en l'Europa i l'Amèrica en escaramusses que van a explotar a la Guerra angloespanyola de 1585–1604. Una temptativa d'envair Anglaterra feta per Felip II d'Espanya amb l'«Armada Invencible» el 1588, va ser víctima d'una derrota famosa, però la marea de la guerra es va bolcar contra l'Anglaterra, amb una expedició fracassada a Portugal i a Açores, l'expedició Drake-Norris del 1589. Des de llavors, Espanya va passar a donar algun suport als catòlics irlandesos en una rebel·lió debilitant contra el domini anglès, i les forces navals i terrestres espanyoles van infligir una sèrie de revessos contra les ofensives angleses. Això va drenar tant la Hisenda com l'economia anglesa, que havien estat curosament restaurats sota la prudent adreça d'Elisabet. L'expansió comercial i territorial anglesa quedaria limitada fins a la signatura del Tractat de Londres l'any següent a la mort d'Elisabet.

## Economia
Econòmicament, Anglaterra es començava a beneficiar-se en gran manera de la nova era del comerç transatlàntic i era prospera comparada amb les altres nacions d'Europa.

## Societat
Va ser una època conflictiva i socialment influïda per l'humanisme europeu.

## Cultura

### Teatre

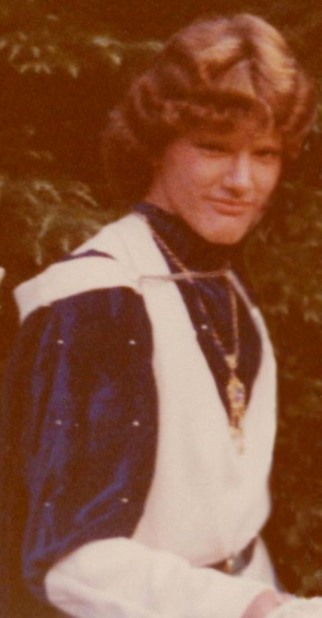
Actor vestit com els de l'època elisabetiana, amb túnica, capa i medalló

Va començar com teatre profà a les places de les ciutats va promulgar seguit pels actors mitjançant els patis de les tavernes o posades (conegudes com a Inn-yards), seguida dels primers teatres (grans amfiteatres a l'aire lliure construïts en el mateix estil que el Colosseu romà) i després la introducció dels teatres comercials d'interior anomenat Playhouses. D'aquesta darrera època es coneixen alguns dramaturgs, com William Shakespeare, Christopher Marlowe, Thomas Kyd i Ben Jonson.
D'altra banda, pel que fa a teatre religiós, hi havia les anomenades "peces miraculoses", representacions populars d'històries de la Bíblia que deriven del costum antic britànic dels anomenats "misteris", en què les històries i faules van ser promulgades per donar lliçons o educar sobre la vida en general. Els misteris incloïen històries de la literatura eclesiàstica, de la Bíblia o del salteri o llibre d'oracions diàries.

### Música
Hi va haver molts compositors com ara William Byrd (1543-1623), Thomas Campion (1567-1620), i Robert Johnson (1500-1560). Els compositors no només componien música per a la cort també o feien per l'església. Els compositors tenien dos estils principals, madrigal i Air.

### Esbarjo
Hi havia molts tipus diferents de festes, jocs i entreteniments, com :
FestesGrans menjars preparats minuciosament, en general per a moltes persones i, sovint acompanyada d'entreteniment tribunal. Sovint se celebraven festivals religiosos, casaments, aliances i capricis de ses majestats. Les festes eren usades comunament per commemorar la «processó» dels d'Estat en els mesos d'estiu, quan el rei o la reina que viatjaven a través d'un circuit de terres, tant per evitar la plaga de la temporada de Londres, i alleujar les arques reals, sovint drenats a través de l'hivern per satisfer les necessitats de la família reial i la cort. Això inclouria un parell de dies o fins i tot una setmana de festa a cada noble casa, que en funció de la seva producció i exhibició de la moda, la generositat i l'entreteniment, podria haver fet el seu camí en el tribunal i elevar el seu estat durant mesos o fins i tot anys.

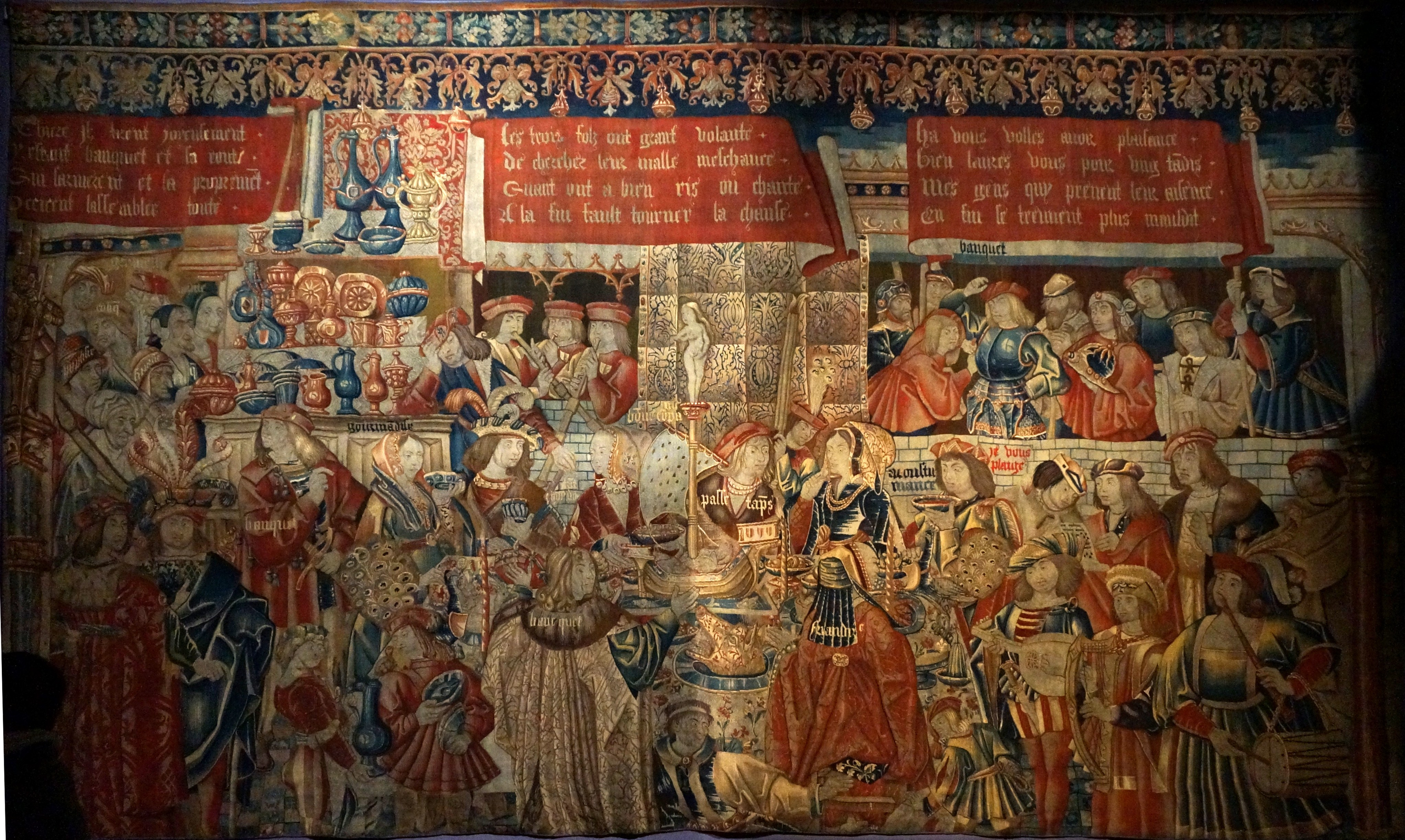
Banquet

BanquetsDesprés d'una festa o sopar que sovint implicava una sala especial o quiosc a l'aire lliure (a vegades conegut com una bogeria) amb una taula central amb llaminadures conjunt de «medicament» de valor per ajudar a la digestió. Aquestes incloïen les hòsties, confits de sucre filat anís o altres espècies, gelees i melmelades (una varietat més ferma del que estem acostumats, aquests serien més semblants a la nostre gelatina), fruites confitades, fruits seques amb espècies i altres subtileses. Aquests es menjaven de peu i amb una beguda calenta, els vins d'espècies (conegut com a hypocras) o altres begudes per ajudar en la digestió. Cal recordar que el sucre a l'edat mitjana o l'edat moderna, era sovint considerada com medicinal, i s'utilitzava molt en aquestes casos. Els que estan autoritzats per lluir la seva roba nova i bella als titulars del sopar i banquet per mostrar la riquesa del seu patrimoni, el que amb tenien una sala especial per a banquets.

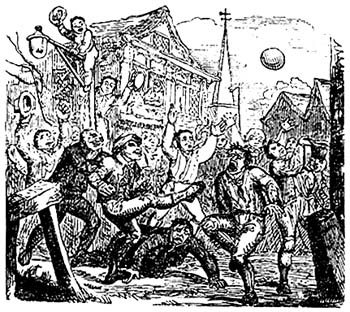
Futbol de carnaval

JocsEsports i jocs que incloïen tir amb arc, cartes, daus, llançament de martell, un quart dels concursos de personal, trucco, quoits, bitlles, la lluita lliure i futbol de carnaval.
Justes i tornejosUna sèrie de partits, inclinats entre dos o més guerrers proliferaren durant l'època isabelina, que resultaven més una demostració o exhibició d'armes que per solucionar les discrepàncies. A diferència de les nocions romàntiques de cavallers que només participaven en un torneig, en realitat eren un favorit de molts, com Enric VIII, que sovint en la seva joventut, va mostrar les seves habilitats eqüestres amb la llança.

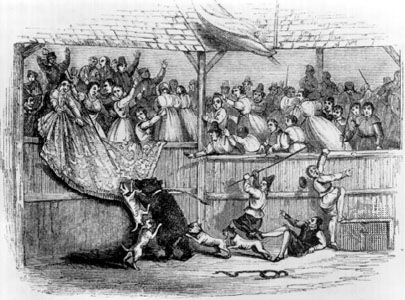
Fustigació d'ossos

Espectacles amb animalsInclòs fustigació d'ossos i bous, baralla de gossos i baralla de galls
CaçaLa caça era una activitat de la noblesa, sovint utilitzant les gossades de gossos.
FalconeriaLa falconeria era una activitat pròpia de la noblesa i utilitzava falcons.
FiresAnnual Summer Fair i altres assumptes de fires de temporada, com la de maig sovint obscenes
FestivalsCelebració de festes de l'Església